# Tooting Broadway (London Underground)

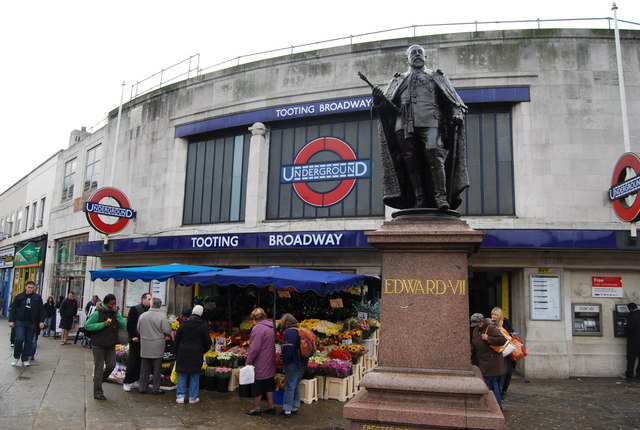
Stationsgebäude mit Statue von König Edward VII.

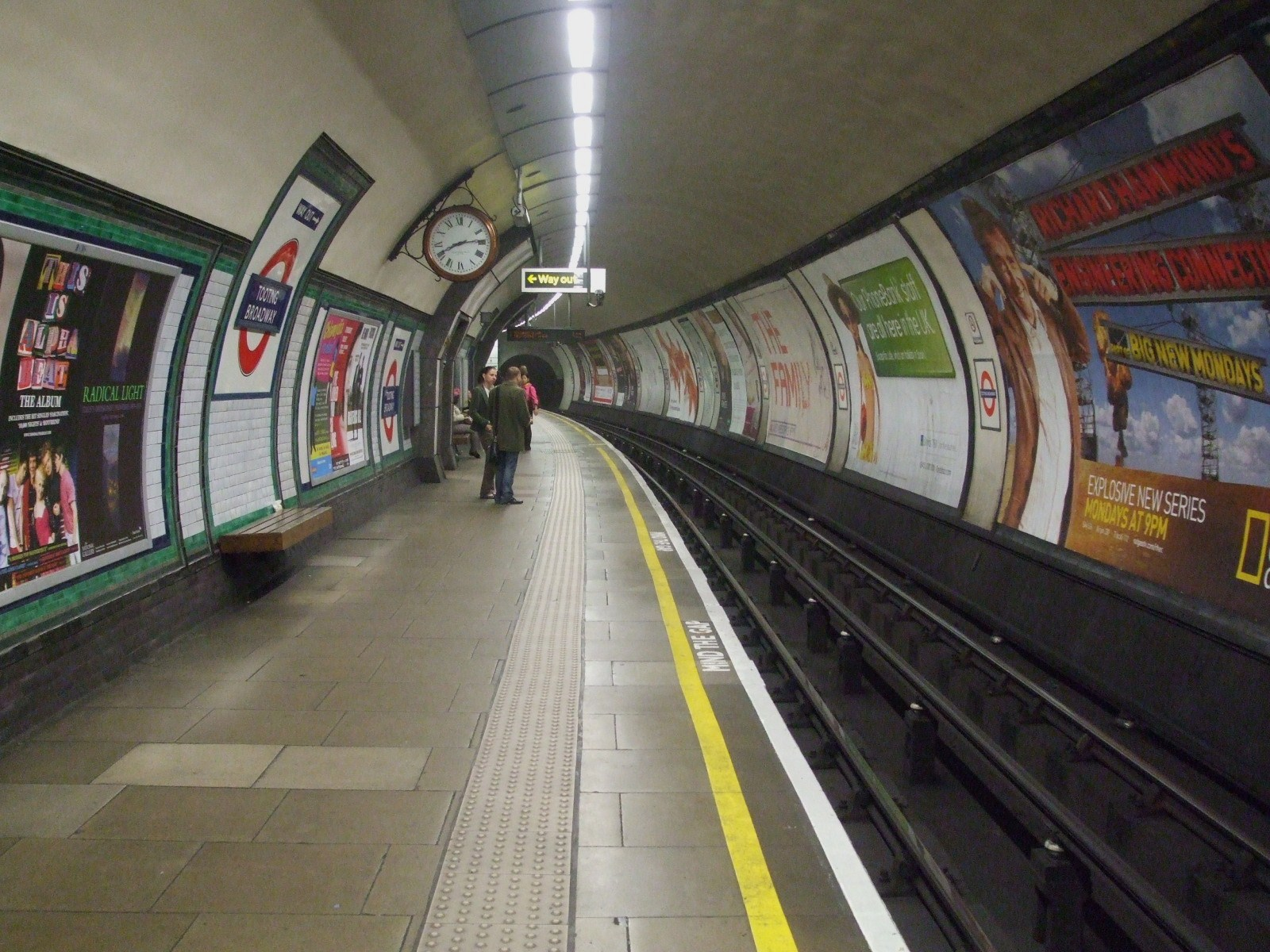
Bahnsteig in Richtung Norden

Tooting Broadway ist eine unterirdische Station der London Underground im Stadtbezirk London Borough of Wandsworth. Sie befindet sich in der Travelcard-Tarifzone 3 im Zentrum des Stadtteils Tooting. Als Tooting Broadway wird die Kreuzung von vier viel befahrenen Hauptstraßen bezeichnet, die Upper Tooting Road im Nordosten, die Garratt Lane im Nordwesten, die Tooting High Street im Südwesten und die Mitcham Road im Südosten. Im Jahr 2013 nutzten 13,51 Millionen Fahrgäste diese von Zügen der Northern Line bediente Station.
Eröffnet wurde die Station am 13. September 1926 als Teil der Verlängerung von Clapham Common nach Morden. Die von Charles Holden entworfene Station ist ein aus Portland-Stein bestehendes Gebäude im modernistischen Stil. Die Hauptfassade ist abgerundet, die Fliesen bei den Bahnsteigen und in den Zugangswegen sind im Originalzustand erhalten geblieben. Seit 1987 steht das Gebäude unter Denkmalschutz (Grade II). Vor dem Eingang befindet sich eine 1911 vom Künstler Louis Frederick Roslyn geschaffene Statue, die König Edward VII. darstellt und ebenfalls denkmalgeschützt ist.
Eine Besonderheit ist, dass südwärts fahrende Züge in Tooting Broadway bei Bedarf wenden können, anstatt bis zur Endstation Morden weiterzufahren. Zu diesem Zweck befahren die Züge ein Stumpfgleis zwischen den beiden richtungsgetrennten Tunneln.